# Nepeta deflersiana
Nepeta deflersiana là một loài thực vật có hoa trong họ Hoa môi. Loài này được Schweinf. ex Hedge mô tả khoa học đầu tiên năm 1982.